# The Hunter (album de Mastodon)
Pour les articles homonymes, voir The Hunter.
Albums de Mastodon
Jonah Hex
(2010) Once More 'Round the Sun
(2014)
Singles
1. Black Tongue
Sortie : 25 juillet 2011
2. Curl of the Burl
Sortie : 16 août 2011

The Hunter est le cinquième album du groupe américain de sludge progressif Mastodon, publié le 27 septembre 2011.
Deux singles sont extraits de l'album : Black Tongue et Curl of the Burl.
Le groupe opte ici pour une musique plus accessible et « grand public », avec des morceaux courts aux structures plus simples.

## Liste des chansons
Toute la musique est composée par Mastodon.
| No  | Titre                           | Chant           | Durée |
| --- | ------------------------------- | --------------- | ----- |
| 1.  | Black Tongue                    | Sanders         | 3:27  |
| 2.  | Curl of the Burl                | Dailor, Hinds   | 3:40  |
| 3.  | Blasteroid                      | Sanders, Hinds  | 2:35  |
| 4.  | Stargasm                        | Sanders, Hinds  | 4:39  |
| 5.  | Octopus Has No Friends          | Dailor, Sanders | 3:48  |
| 6.  | All the Heavy Lifting           | Sanders         | 4:31  |
| 7.  | The Hunter                      | Hinds, Sanders  | 5:17  |
| 8.  | Dry Bone Valley                 | Dailor, Sanders | 3:59  |
| 9.  | Thickening                      | Hinds, Sanders  | 4:30  |
| 10. | Creature Lives                  | Dailor, Hinds   | 4:41  |
| 11. | Spectrelight (avec Scott Kelly) | Sanders, Kelly  | 3:09  |
| 12. | Bedazzled Fingernails           | Sanders         | 3:08  |
| 13. | The Sparrow                     | Mastodon        | 5:30  |